# Desmodium perplexum
Desmodium perplexum är en ärtväxtart som beskrevs av Bernice Giduz Schubert. Desmodium perplexum ingår i släktet Desmodium och familjen ärtväxter. Inga underarter finns listade i Catalogue of Life.